# Tertry
Tertry é uma comuna francesa na região administrativa de Altos da França, no departamento de Somme. Estende-se por uma área de 4,93 km². Em 2010 a comuna tinha 149 habitantes (densidade: 30,2 hab./km²).